# Saharsa
Saharsa é uma cidade e um município no distrito de Saharsa, no estado indiano de Bihar.

## Geografia
Saharsa está localizada a 25° 53′ N, 86° 36′ L. Tem uma altitude média de 41 metros (134 pés).

## Demografia
Segundo o censo de 2001, Saharsa tinha uma população de 124.015 habitantes. Os indivíduos do sexo masculino constituem 54% da população e os do sexo feminino 46%. Saharsa tem uma taxa de literacia de 58%, inferior à média nacional de 59,5%: a literacia no sexo masculino é de 66% e no sexo feminino é de 48%. Em Saharsa, 17% da população está abaixo dos 6 anos de idade.